# کارنافولی
کارنافولی (به لاتین: Karnaphuli) یک منطقهٔ مسکونی در بنگلادش است که در ناحیه چیتاگونگ واقع شده‌است.